# Marc-Benoît Créancier
 (septembre 2023).
Il peut être nécessaire de l'améliorer pour respecter le principe de neutralité de point de vue. Veuillez consulter la page de discussion pour plus de détails.

Marc-Benoît Créancier est un producteur de cinéma français. En 2010, il crée la société EASY TIGER au sein de laquelle il produit des courts et des longs-métrages de cinéma.

## Biographie
Après une formation de danseur à l'Opéra de Paris, puis de comédien, Marc-Benoît Créancier obtient une maîtrise en cinéma à Paris X Nanterre avant d'intégrer le département production de la Fémis.
Durant ses études, il produit auprès d'Isabelle Madelaine au sein de DHARAMSALA son premier court-métrage C'est gratuit pour les filles de Claire Burger et Marie Amachoukeli, qui remporte le César du meilleur court-métrage en 2010.
En 2010, il crée la société Easy Tiger au sein de laquelle il produit une quinzaine de courts-métrages dont Sur la route du Paradis d'Houda Benyamina qu'il accompagnera par la suite sur son premier long, Divines, Caméra d'or du festival de Cannes 2016, nommé au Golden Globes et récompensé de 3 César.
Il produit enseuite Je promets d'être sage, premier film de Ronan Le Page, porté par le duo Léa Drucker et Pio Marmaï , Je voudrais que quelqu'un m'attende quelque part d'Arnaud Viard, film choral librement adapté de l'ouvrage éponyme d'Anna Gavalda et Les Magnétiques de Vincent Maël Cardona. Le film remporte le César du meilleur premier film 2022.

## Filmographie
- 2009 : C'est gratuit pour les filles de Marie Amachoukeli et Claire Burger (court-métrage)
- 2011 : Sur la route du paradis d'Houda Benyamina (court-métrage)
- 2011 : Assis, Debout, Couché d'Edgard F.Grima (court-métrage)
- 2012 : Hsu Ji, Derrière l'écran de Thomas Rio (court-métrage)
- 2013 : L'Homme qui en connaissait un rayon d'Alice Vial (court-métrage)
- 2013 : American Football de Morgan Simon (court-métrage)
- 2013 : Chat de Philippe Lasry (court-métrage)
- 2014 : Superman n'est pas juif (et moi un peu...) de Jimmy Bemon (court-métrage)
- 2014 : Chronique de la jungle de Florent Sauze (court-métrage)
- 2015 : TerreMere d'Aliou Sow (court-métrage)
- 2015 : Un métier bien de Farid Bentoumi (court-métrage)
- 2016 : Divines de Houda Benyamina
- 2016 : Le Congrès de Virginie Berthier (court-métrage)
- 2016 : Pas de rêve, Pas de baise de Sabrina Amara (court-métrage)
- 2017 : Off Ice de Pedro Collantes (court-métrage)
- 2017 : Ato San Nen de Pedro Collantes (court-métrage)
- 2018 : Johnny de Jerôme Casanova (court-métrage)
- 2019 : Je promets d'être sage de Ronan Le Page
- 2020 : Je voudrais que quelqu'un m'attende quelque part d'Arnaud Viard
- 2021 : Akzak, Danser sur les frontières d'Elise Darblay et Antoine Depeyre (Documentaire)
- 2021 : Vilains de Flora Molinié et Emma Degoutte (court-métrage)
- 2021 : Les Magnétiques de Vincent Maël Cardona
- 2023 : Divertimento de Marie-Castille Mention-Schaar
- 2023 : L'Homme debout de Florence Vignon
- 2023 : Grand Palais, Chicha Lounge de Florent Sauze & Anissa Allali (Série TV)
- 2024 : La Morsure de Romain de Saint-Blanquat
- 2024 : Meurtres à Château-Thierry de Delphine Lemoine (Unitaire TV)
- 2025 : Toutes pour une de Houda Benyamina

## Distinctions

### Récompenses
- César 2010 : César du meilleur court métrage pour C'est gratuit pour les filles
- Pour Divines :
  - Festival de Cannes 2016 :
    - Caméra d'or pour Houda Benyamina
    - Prix SACD Mention Spéciale pour Houda Benyamina

  - Prix Lumières 2017 :
    - Prix Heike Hurst du meilleur premier film
    - Prix Lumières du meilleur espoir féminin pour Oulaya Amamra et Déborah Lukumuena

  - Journées cinématographiques de Carthage 2016 :
    - Prix d'interprétation dans un rôle féminin pour Oulaya Amamra et Déborah Lukumuena
    - Prix Spécial "FIPRESCI" pour le meilleur long métrage

  - César 2017 :
    - César du meilleur premier film
    - César du meilleur espoir féminin pour Oulaya Amamra
    - César de la meilleure actrice dans un second rôle pour Déborah Lukumuena
- Pour Les Magnétiques :
  - Festival de Cannes 2021 :
    - Prix SACD pour Vincent Maël Cardona

  - Prix Lumières 2022 : 
    - Prix Lumières du meilleur espoir masculin pour Thimotée Robart

  - César 2022 :
    - César du meilleur premier film

### Nominations
- Pour Divines :
  - César 2017 : nominations aux :
    - César du meilleur film
    - César du meilleur réalisateur pour Houda Benyamina
    - César du meilleur scénario original pour Romain Compingt, Houda Benyamina et Malik Rumeau
    - César du meilleur montage pour Loïc Lallemand et Vincent Tricon

  - 2017 : nomination au Golden Globe du Meilleur film en langue étrangère
  - 2017 : nomination au Globe de cristal du meilleur film
- Pour Les Magnétiques :
  - César 2022 : nominations aux :
    - César du meilleur espoir masculin pour Thimotée Robart
    - César du meilleur son pour Mathieu Descamps, Pierre Bariaud et Samuel Aïchoun